# Diamante Allnatt
El Allnatt es un diamante de 101,29 quilates (20,258 g) con un talla cojín, cuyo llamativo color amarillo fue clasificado como "Fancy Vivid Yellow" (Amarillo Vivo Elegante) por el Instituto Gemológico de Estados Unidos (GIA). Debe su nombre a uno de sus poseedores, el mayor Alfred Ernest Allnatt (1889-1969), militar, deportista, mecenas del arte y filántropo británico.

## Historia
Se desconoce el origen del diamante antes de que Allnatt lo comprara a principios de la década de 1950. Tras adquirirlo, encargó a Cartier un engarce, que consiste en una flor de platino con cinco pétalos, un tallo y dos hojas, todo engastado con diamantes.
El Allnatt fue revendido en mayo de 1996 durante una subasta organizada por la casa Christie's en Ginebra, por un importe de 3.043.496 dólares. En el momento de su venta, tenía un peso de 102,07 quilates (20,4 g) y estaba clasificado como "Fancy Intense Yellow· (Amarillo Intenso Elegante). Tras su venta a la Corporación SIBA, el diamante fue tallado de nuevo hasta adquirir su peso actual de 20,258 g, lo que mejoró su intensidad.
Formó parte de la exposición "El Esplendor de los Diamantes" del Smithsonian, junto con los diamantes The De Beers Millennium Star y el The Heart of Eternity.